# Catedral del Espíritu Santo (Quetzaltenango)
La Catedral Metropolitana de Los Altos está ubicada en la ciudad de Quetzaltenango. Es la sede de la Arquidiócesis de Los Altos Quetzaltenango-Totonicapán. Está localizada frente al costado este de la «Parque a Centro América» en el centro de la ciudad.

## Historia
Fue fundada por los españoles poco después de haber conquistado la ciudad de Xelajú-Noj y haber vencido al legendario príncipeindígena Tecún Umán. La fundada ciudad de Quetzaltenango fue dedicada por los españoles al Espíritu Santo.
Más tarde cuenta la leyenda, que la imagen de la Virgen del Rosario que se dirigía desde Antigua Guatemala para la Nueva Guatemala de La Asunción después de un catastrófico terremoto, decidió quedarse en Quetzaltenango. Desde entonces, Nuestra Señora del Rosario es la patrona de la ciudad. La imagen de la Virgen del Rosario estaba en el Altar Mayor pero más tarde fue trasladada a una capilla en el interior de la misma Catedral.

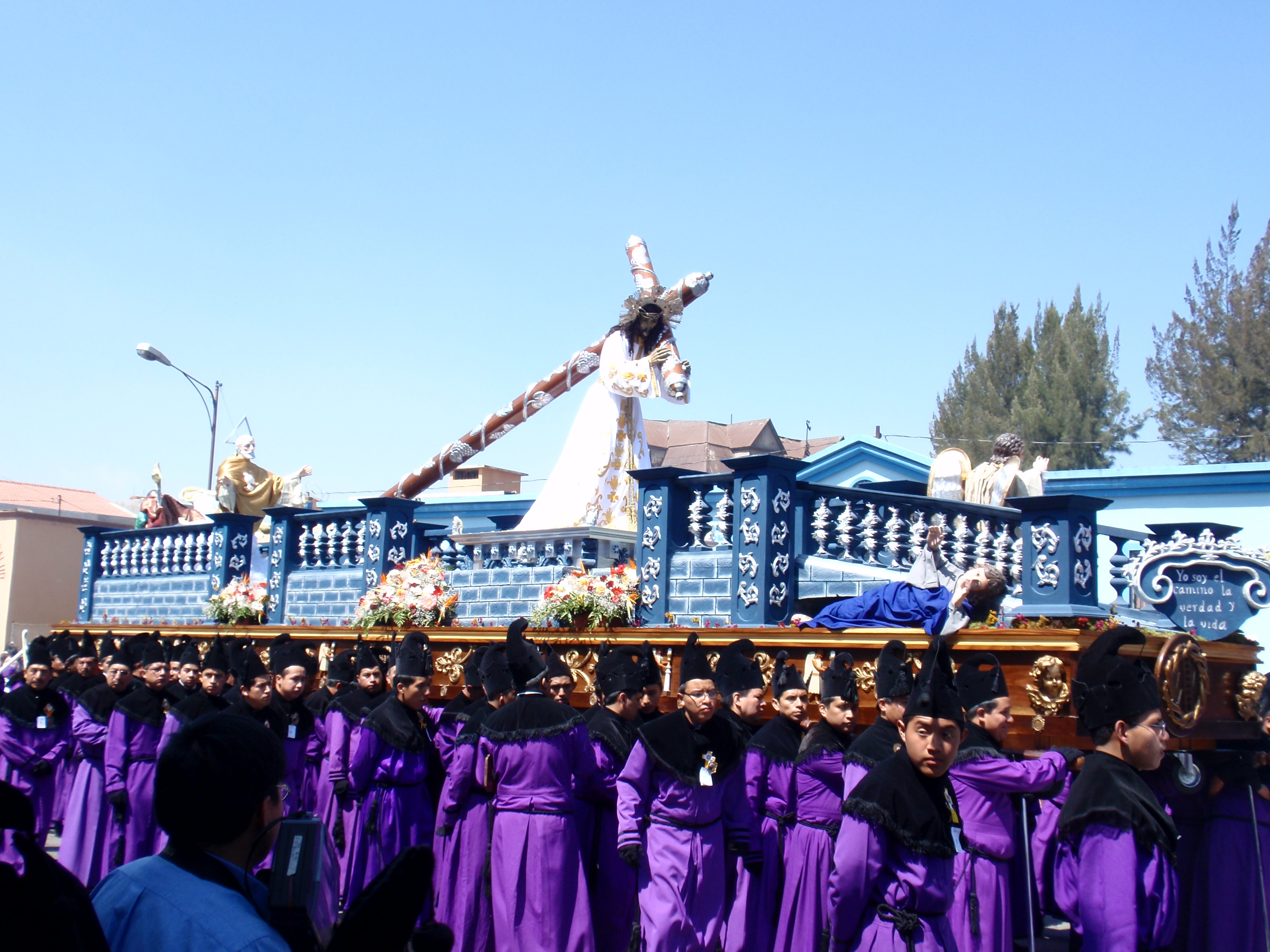
Procesión Divino Justo Juez Quetzaltenango 2009

Esta iglesia, de las primeras en fundarse en Quetzaltenango, contiene a dos de las imágenes más veneradas de Quetzaltenango: El Divino Justo Juez y la Virgen del Rosario. Las dos imágenes salen en procesión el Viernes Santo y durante las fiestas de octubre, respectivamente.
La Catedral actual, tiene al menos 3 transformaciones, y en la última se dejó la fachada (por lo que da el aspecto de ser dos iglesias distintas, a pesar de ser solo una).